# Monteacuto (Sardegna)
Il Monteacuto è una regione storica della Sardegna di circa 35 000 abitanti dai confini non ben delineati, gravitante intorno alla cittadina di Ozieri. Deve il suo appellativo alla "Encontrada Monteaguto", unità amministrativa del periodo spagnolo che prese a sua volta il nome dall'omonima collina, sita in territorio di Berchidda, che nel Medioevo fu sede di un importante castello, e fu usata fin dall'epoca della dominazione romana come punto di avvistamento e controllo delle schiatte ribelli dei Bàlari e dei Corsi, stanziali nei monti di Alà e in quelli del Limbara rispettivamente. Il suo territorio corrisponde in massima parte ai territori pianeggianti che a partire dal monte Santo, che segna il confine col Meilogu, arrivano fin quasi ad Olbia (isola amministrativa di Berchiddeddu e parte del territorio di Loiri Porto San Paolo), comprendendo la vallata a sud del Limbara. L'unica zona realmente montuosa è quella a sud-est, corrispondente pressappoco al territorio di Pattada col monte Lerno e all'altopiano di Buddusò. 
Oggi il Monteacuto si trova economicamente e amministrativamente diviso in due zone il cui confine è segnato dal fiume Coghinas: l'una gravitante verso Sassari e l'altra verso Olbia-Tempio. In realtà anche storicamente la regione si trovava divisa tra Logudoro e Gallura, da intendersi però come antichi giudicati e non come regioni storiche, in quanto come ovvio, il Monteacuto rappresenta un ambito storico autonomo sia dal Logudoro sia dalla Gallura. All'interno del Ducato del Montacuto, appartenente in epoca spagnola ai Duchi di Gandia, oltre all'encontrada si trovavano due zone praticamente spopolate chiamate Saltos de Giosso e Silvas de Intro. Quest'ultima era una Baronia all'interno del Ducato. La distinzione tra Baronia e Encontrada è sostanziale: le incontrade dovrebbero individuare le vaste concessioni allodiali, cioè possedute dal feudatario in piena e libera proprietà, mentre le baronie dovrebbero riguardare le concessioni strettamente feudali". La delimitazione di questi due territori che fin dal 1603 furono "arrendati" a vari comuni circostanti al fine di popolarli (Pattada, Berchidda, Calangianus) permette di definire con un discreto dettaglio l'esatta delimitazione del Monteacuto per la parte settentrionale e orientale.
Per quanto riguarda Silvas de Intro, il vertice nord-occidentale dovrebbe essere addirittura in territorio di Erula, nella fattispecie nella piana a fianco del Monte de Saitta. Spostandosi verso oriente il limite ricalca grossomodo quello tra Oschiri e Tempio, lungo i terreni, contesi per decenni, di Bigalzu, Balascia e Curadore, prosegue per lo stesso limite tra Tempio e Berchidda, e dopo Nurvara, si insinua in piccola parte nel territorio di Calangianus, nella località di Santa Caterina, terreno demaniale che in passato era di Berchidda e veniva indicato con il nome di "Sa pedra de Campos". Si entra dunque in territorio di Telti, dove le località Pedru Nieddu, Riu de Tertis, Badu de Tertis e Aratena furono ripopolate dai calangianesi a seguito dell'arrendamento di Silvas de Intro al villaggio gallurese nel 1647. Virando leggermente verso sud si comprende entro il limite settentrionale della Baronia di Silvas de Intro la zona appartenente a Monti: Barattu, territorio oggetto di continui conflitti tra coloni calangianesi e montini; Su canale (de Oscheri) e il territorio di Ena de Aghiloia, Ena de Arvò, Ena de Longhitanos, Ena de Preigadores e Ena de Eredes, oggi chiamato semplicemente Enas e indicato chiaramente come Silvas de Intro nella delimitazione del 1883 del mandamento della nuova Pretura di Terranova. L'estremo lembo orientale di Silvas de Intro era quella lingua di terra che Vittorio Angius chiamò "appendice di Montacuto in Gallura" che ricade oggi nella zona ovest del territorio di Loiri Porto San Paolo, che ha come centri maggiori Loiri e Azzanì. La delimitazione si evince da un documento del 1863 riguardante la cessione di terreni ademprivili alle Ferrovie Sarde. Tale lembo attaccava a ovest e a sud con i Saltos de Giosso nella direttrice Monte Grasso, Monte Ruju, Andriottu, Li Tre Puntitti, La Cedda, Li Veni Tolti, Rucciarinu. A est i margini, che dunque erano il limite orientale di Silvas de Intro, seguivano la direttrice Utturu Pisanu, Punta Lacabatu, Punta Santu Paulu, Santa Giusta, La Castagna, Punta Maruddu. A nord da est verso ovest da Funtana barattu, Punta Piumalinu, Conca de Zappalì e Monte Grasso. Nell'attuale territorio di Berchiddeddu, il confine tra Saltos de Giosso e Silvas de intro era nella direttrice Monte Salvennori (a nord di Santu Tomeu, chiesa del villaggio medievale di Olevà) e Punta Sa Prunedda, confine meridionale della baronia spagnola, che spostandosi verso occidente toccava Monte de Oro, a sud di Badde Suelzu, e si spostava lungo tutta la catena dei Monti di Alà, fino all'incrocio con i Monti di Nule, in territorio di Pattada. Da qui il confine lambiva la cittadina di Oschiri, ad ovest di Otti, per poi salire verticalmente verso Tula e Erula, seguendo il corso del fiume Bena de Carru e per alcuni tratti del Coghinas. Quest'ultimo tratto non è sicuro: pare infatti che il territorio attorno ai villaggi di Oschiri e Berchidda non si possa considerare Silvas de Intro. Ciò per vari motivi. Innanzitutto perché probabilmente non era possibile arrendare porzioni di territorio "urbano", la cui proprietà era ben definita. Inoltre dall'elenco delle rendite del Montacuto si denota che sia Oschiri sia Berchidda sono computate a parte rispetto a Silvas de Intro. In più si desume anche dal fatto che il villaggio di Monti era considerato l'unico centro abitato vero di Silvas de Intro (e infatti non compare espressamente in alcun elenco fiscale, come ad esempio Oschiri e Berchidda, ma viene conglobato alla voce Silvas de Intro). Infine la Baronia di Silvas de Intro, che si voleva a tutti i costi colonizzare, contava secondo alcune stime, non più di 15.000 ettari. Sulla base di tutto ciò è probabile che nel lato occidentale, Silvas de Intro subisse una biforcazione, una verso Tula, Balascia e Erula, l'altra verso i territori settentrionali di Buddusò e Pattada, lasciandosi dunque in mezzo la striscia di territorio comprendente Berchidda, Otti e Oschiri. 
Più semplice la delimitazione dei Saltos de Giosso, che fino agli anni 50 del XX secolo erano tutti in territorio di Buddusò e comprendevano semplicemente la Valle di Olevà (Berchiddeddu e frazioni), la Valle del Lernu (Padru) e l'altopiano di Urra (Sa serra e altre frazioni padresi). 
Nel Monteacuto si parla il sardo comune nella sua variante logudorese, con alcune distinzioni fonetiche e lessicali minime tra la zona orientale e quella occidentale, con la zona di Buddusò e Alà dei Sardi da considerarsi come più arcaica e conservativa per quanto riguarda il lessico, forse per l'influenza della vicina Barbagia, mentre le parlate di Oschiri, Berchidda e Monti subiscono pesantemente l'influenza del sardo-corso della confinante Gallura.
Peraltro esistono delle isole linguistiche sardo-corse anche nel Monteacuto, che seppur da considerarsi facenti parte di quel già citato confine indefinito della regione storica, amministrativamente sono conglobate in municipi del Monteacuto. Si tratta di Su Canale e le sue sub-frazioni di Monti, Biasì e Graniadorzu (Padru) San Leonardo di Oschiri, la parte attorno alla frazione olbiese di Berchiddeddu e quella in comune di Loiri.

## Altri progetti

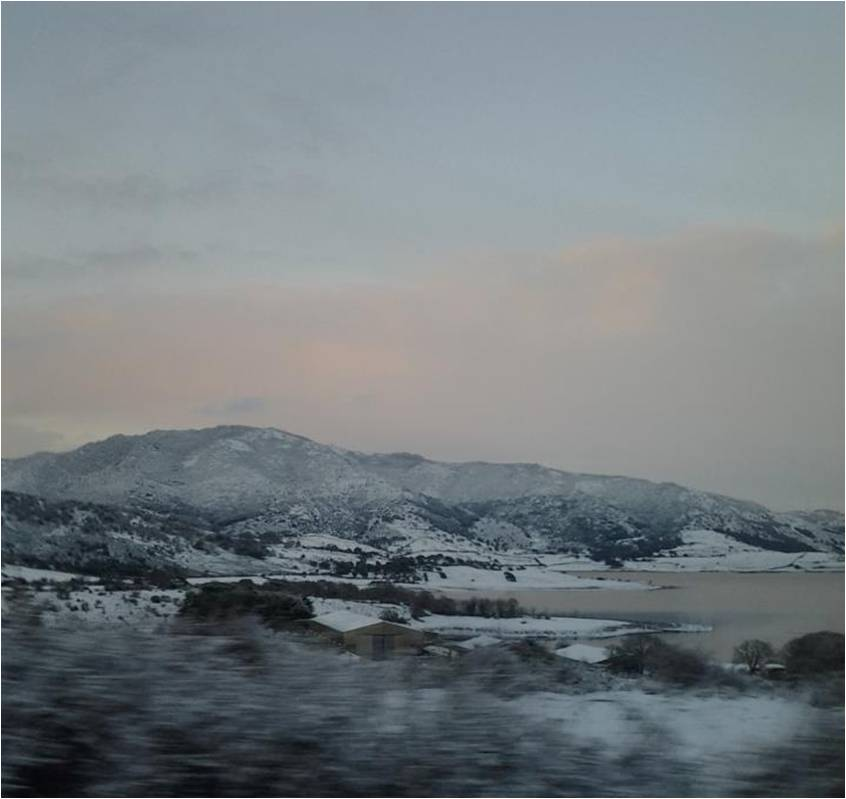
Il monte Lerno di Pattada innevato.